# Бельвю (Іллінойс)
Бельвю (англ. Bellevue) — селище (англ. village) в США, в окрузі Піорія штату Іллінойс. Населення — 1878 осіб (2020).

## Географія
Бельвю розташований за координатами 40°41′17″ пн. ш. 89°40′24″ зх. д. / 40.68806° пн. ш. 89.67333° зх. д. (40.688095, -89.673408).  За даними Бюро перепису населення США в 2010 році селище мало площу 5,39 км², уся площа — суходіл. В 2017 році площа становила 5,77 км², уся площа — суходіл.

## Демографія
Згідно з переписом 2010 року, у селищі мешкало 1978 осіб у 794 домогосподарствах у складі 554 родин. Густота населення становила 367 осіб/км².  Було 885 помешкань (164/км²).
Расовий склад населення:
| - 95,5 % — білих - 1,0 % — чорних або афроамериканців - 0,8 % — азіатів - 0,6 % — корінних американців |

До двох чи більше рас належало 1,9 %. Частка іспаномовних становила 2,2 % від усіх жителів.
За віковим діапазоном населення розподілялося таким чином: 25,3 % — особи молодші 18 років, 62,1 % — особи у віці 18—64 років, 12,6 % — особи у віці 65 років та старші. Медіана віку мешканця становила 38,8 року. На 100 осіб жіночої статі у селищі припадало 103,3 чоловіків;  на 100 жінок у віці від 18 років та старших — 100,1 чоловіків також старших 18 років.
Середній дохід на одне домашнє господарство  становив 63 649 доларів США (медіана — 51 591), а середній дохід на одну сім'ю — 70 868 доларів (медіана — 58 783). Медіана доходів становила 42 664 долари для чоловіків та 28 944 долари для жінок. За межею бідності перебувало 16,2 % осіб, у тому числі 27,6 % дітей у віці до 18 років та 0,0 % осіб у віці 65 років та старших.
Цивільне працевлаштоване населення становило 886 осіб. Основні галузі зайнятості: виробництво — 21,7 %, роздрібна торгівля — 19,1 %, освіта, охорона здоров'я та соціальна допомога — 15,9 %.